# Ilkka Remes
Ilkka Remes (Petri Pykälä, Luumäki, 1962), escritor finlandés de novela negra.
Vive en Bruselas y ha escrito doce thrillers. Sus novelas son muy populares en Finlandia y se han traducido algunas al alemán. El Ministro de Asuntos Exteriores finlandés, Erkki Tuomioja, criticó su novela Ruttokellot por considerarla rusofóbica.

## Premios
- Premio Kalevi Jäntti, (1997)
- Premio Vuoden johtolanka de Suomen dekkariseura, (1999)
- (Years Clue Award of Finnish Detective Society) and the Olvi Foundation literature award en (1999).

## Thrillers
- Pääkallokehrääjä (1997) (Skullnightjar)
- Karjalan lunnaat (1998)
- Pedon syleily (1999)
- Ruttokellot (2000)
- Uhrilento (2001)
- Itäveri (2002)
- Ikiyö (2003)
- Hiroshiman portti (2004)
- Nimessä ja veressä (2005)
- 6/12 (2006)

## Libros juveniles
- Piraatit (2003)
- Musta Kobra (2004)
- Pimeän pyövelit (2005)
- Kirottu koodi (2006)